# Stockholm Gas
Stockholm Gas är ett gashandelsbolag som säljer naturgas, biogas och stadsgas till hushåll, restauranger, industrier och fordonssektorn i Stockholm, Solna och Sundbyberg.
När Stockholms gasmarknad avreglerades den 1 januari 2015 delades dåvarande Stockholm Gas upp i två bolag, Stockholm Gas (gashandel) och Gasnätet Stockholm (gasnät).

### Fotnoter
1. ↑  ”Stockholm Gas - Stockholm Gas”. Stockholm Gas. http://www.stockholmgas.se/om-oss/nya-stockholm-gas/. Läst 9 november 2018.